# Ornement et crime

Ornement et crime est l'ouvrage majeur de l'architecte viennois Adolf Loos.
Il est l'une des sources de la conception de l'architecture dépouillée.

## Concept

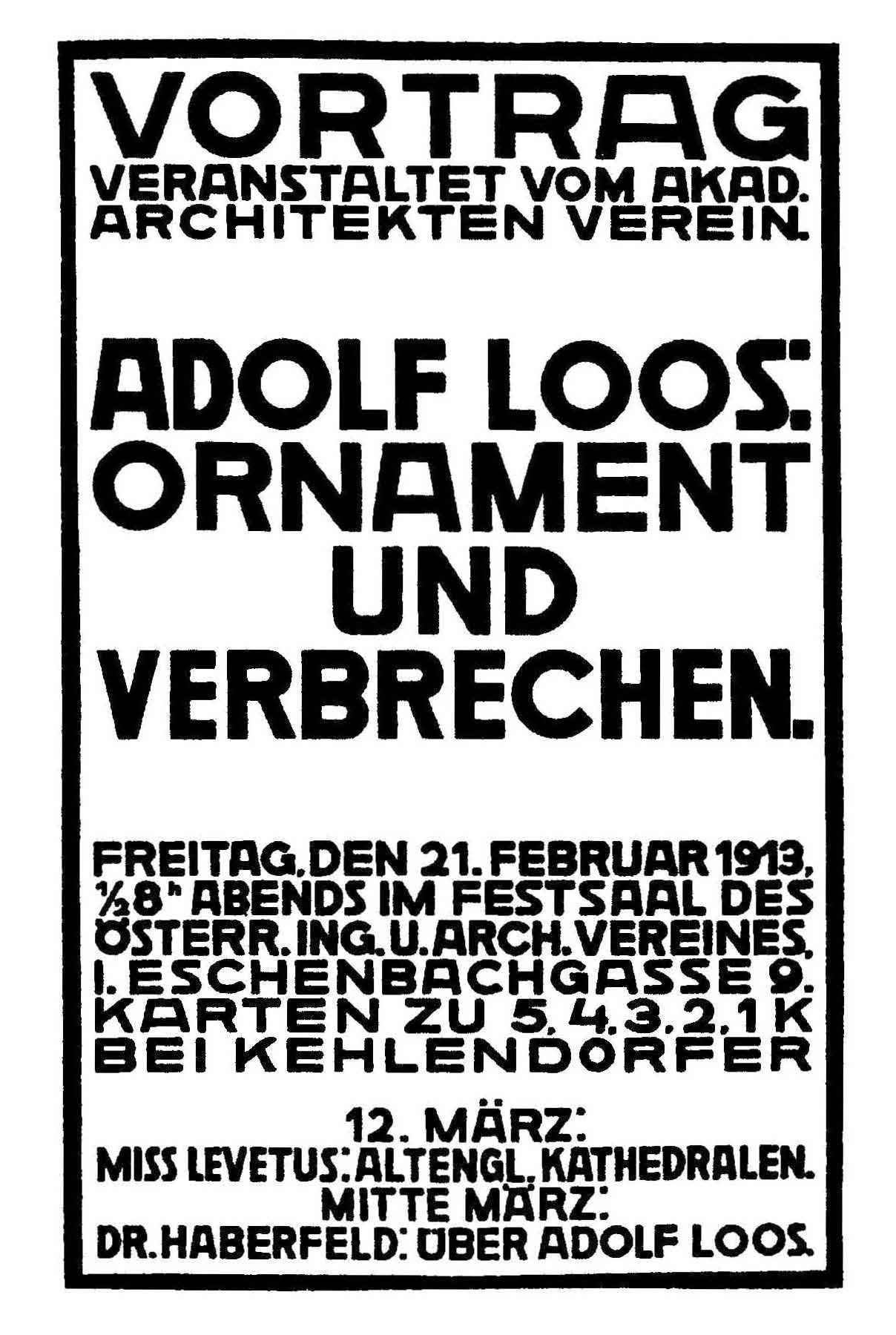
Annonce d'une conférence d'Adolf Loos en 1913

Ce manifeste semble s'opposer à l'éclectisme caractéristique de l'art du Second Empire et de la IIIe République et à l'Art nouveau. Il promeut la simplicité, la géométrie et la cohérence structurelle : la forme doit exprimer la fonction du bâtiment, sans ornements superflus. L'ornement est considéré comme un crime économique de par son prix et son inutilité supposée,. Cependant, la position de Loos est décrite au XXIe siècle comme plus nuancée : s'il était bien question de refuser les excès ornementaux, la décoration n'était pas rejetée en tant que telle ; au contraire, Loos recherchait « la décoration la plus appropriée à l’homme civilisé » et défendait l'idée d'une pureté formelle caractéristique du « nouvel homme de gout ».

## Historique
Ce texte est écrit en 1908 par Adolf Loos. Il est réédité en 1920 par Le Corbusier dans L'Esprit nouveau.

## Critiques contemporaines
Au XXIe siècle commencent à apparaître des critiques sur les idées d'Adolf Loos présentées dans Ornement et crime. Une conférence, Ornament and Race: The Racial Subtext of Modern Architecture sur le sujet a été présentée par l'historienne de l'architecture Irene Cheng à l'Oberlin College.
Dès les premières lignes de l'ouvrage, Adolf Loos utilise des comparaisons controversées, principalement racistes. Il décrit notamment l'intelligence des autochtones Papous comme étant aussi élevée que celle d'un enfant de deux ans : « [...] à deux ans, il [l'enfant] a les sens et l'intelligence d'un Papou ». Il continue en décrivant les tatouages et les décorations comme étant des signes soit de pulsions criminelles, soit de dégénérescence, toujours par comparaison avec les Papous : « Le Papou tatoue sa peau, sa pirogue [...]. Il n'est pas criminel. L'homme moderne qui se tatoue est un criminel ou un dégénéré. » On trouve également des passages témoignant d'un mépris pour la classe paysanne : « Quant aux paysans, ils sont en retard de plusieurs siècles, et beaucoup d'entre eux sont des païens qui auraient besoin d'être convertis au christianisme »[réf. nécessaire].

« Le texte original de Loos est clair dans le message qu'il souhaite passer. Le multiculturalisme de la monarchie Austro-Hongroise, son amour de l'historisme, le nouveau Jugendstil, il considère tout ceci comme culturellement inférieur et « dégénéré ». Se débarasser de l'ornementation est son cri de guerre pour la « modernité », mais c'est aussi un déguisement pour ses concepts fondamentalement condescendants et racistes de « supériorité culturelle ». »

— Mario Gagliardi, Design Insight